# Kloster Schongau
Das Kloster Schongau ist ein ehemaliges Kloster der Unbeschuhten Karmeliten in Schongau in Bayern in der Diözese Augsburg. Die Gründung erfolgte um das Jahr 1719. In den restaurierten ehemaligen Gebäuden ist heute ein Altersheim untergebracht.

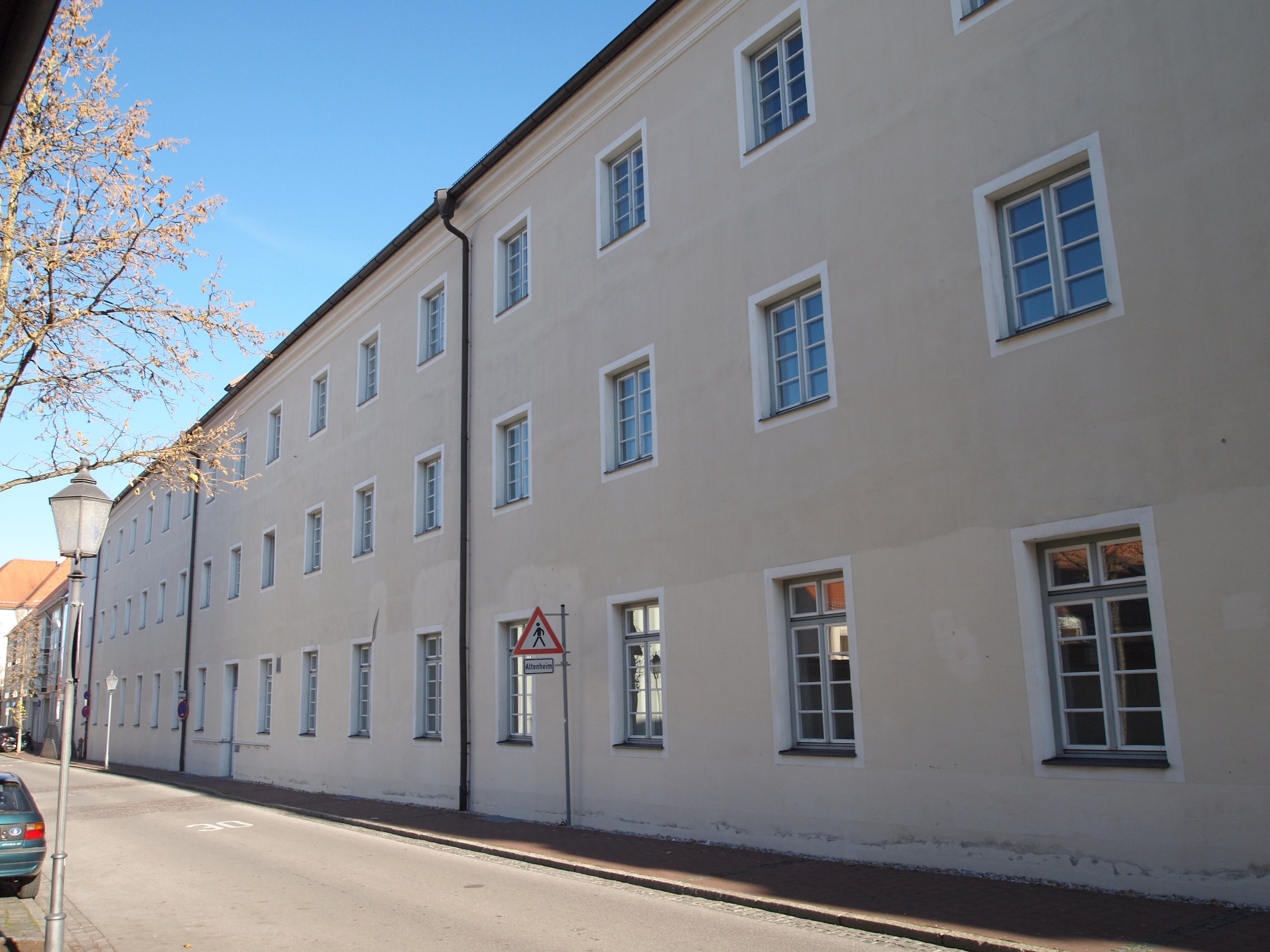
Das ehemalige Kloster Schongau

## Geschichte
Seit 1705 betrieben die Brüder die um 1500 gegründete Lateinschule. Die der heiligen Anna gewidmete Klosterkirche wurde 1720 bis 1725 von dem Wessobrunner Künstler Joseph Schmuzer gestaltet. Es handelt sich um eine Kirche mit sechs Seitenaltären; das Altarbild am Hauptaltar stammt von Gottfried Göz. Die Orgel stammt aus dem Jahr 1735. 
Das Kloster der Karmeliten wurde 1802 im Zuge der Säkularisation aufgelöst, und der Konvent zog nach Reisach. 1812 erfolgte der Ankauf der Gebäude durch die Stadt, die dann den Sitz der Heiliggeist-Spitalstiftung dorthin verlegte. Die Klosterkirche erhielt das Patrozinium vom Heiligen Geist und wurde zur Spitalkirche.